# 1457 Ankara
1457 Ankara este un asteroid din centura principală, descoperit pe 3 august 1937, de Karl Reinmuth.